# روب بيلي
روب بيلي (بالإنجليزية: Rob Bailey)‏ هو موسيقي أسترالي، ولد في القرن العشرين في أستراليا.

## وصلات خارجية
- روب بيلي على موقع ميوزك برينز (الإنجليزية)
- روب بيلي على موقع ديسكوغز (الإنجليزية)